# Thaddeus Stevens
Thaddeus Stevens, född 4 april 1792 i Danville, Vermont, död 11 augusti 1868 i Washington D.C., var en amerikansk advokat, politiker och ledare för den radikala falangen av det Republikanska partiet. Han gjorde sig framförallt känd som en stark motståndare till slaveriet i USA.

## Ungdom och uppväxt
Thaddeus Stevens föddes som det andra av fyra barn. Han döptes efter den polske nationalhjälten Tadeusz Kościuszko. Thaddeus föddes med klumpfot, vilket gjorde honom halt och under hela livet gick han med käpp. Fadern Joshua, en alkoholiserad skomakare, försvann relativt tidigt från familjen, vad som hände honom är fortfarande oklart. Thaddeus lämnades med sin mor och sina tre bröder i fattigdom. 
Som ung reste han till Pennsylvania där han fråmgångsrikt började praktisera som advokat. Stevens blev tidigt politiskt intresserad och var medlem i Federalistpartiet, sedan Antifrimurarpartiet, och därefter Whigpartiet innan han slutligen gick med Republikanerna.

## Radikal politiker
Som ledare för den radikala falangen av Republikanerna gick Thaddeus Stevens i bräschen för ett avskaffande av slaveriet i USA och arbetade i stort sett under hela sitt politiska liv för ratificerandet av det så kallade 13:e tillägget till den amerikanska konstitutionen som befriade de svarta från slaveriet. Stevens var fruktad i representanthuset för sin stenhårda debattstil, och fick smeknamnet "Kongressens diktator". 

## Populärkultur
I filmen Lincoln porträtteras Stevens av skådespelaren Tommy Lee Jones, för vilken roll Jones blev Oscarsnominerad.